# Alioli de membrillo
El alioli de membrillo (en catalán, allioli de codony) es un producto típico español de la cocina montañesa de Cataluña, en particular de las comarcas de Alto Urgel, Berguedá, Cerdaña, Pallars y Solsonés. Se prepara tradicionalmente durante el otoño, que es la temporada de cosecha del membrillo. Esta fruta es una de las pocas que se adaptan bien al clima frío pirenaico. La mayoría de la producción de membrillo se utiliza para elaborar codoñate (codonyat), también conocido como «dulce de membrillo», y lo demás se usa para hacer alioli.
Se prepara añadiendo a la emulsión habitual de ajo y aceite unos trozos de membrillo maduro, hervido, pelado y deshuesado. Es habitual incluir otros ingredientes que enriquecen la salsa, como huevos, manzana, pan...
Se trata de un producto muy nutritivo y calórico, de sabor dulce y ligeramente picante, y con mayor capacidad de conservación que el alioli común. Se convierte en un producto de despensa, muy adecuado para todo tipo de platos, tanto para acompañar carnes y pescados o sencillamente untado sobre una rebanada de pan. Se comercializa en conserva y en botes de vidrio en algunos establecimientos del Pallars, especialmente en carnicerías y tocinerías o pequeñas tiendas de comestibles.
Sus tres ingredientes lo vuelven un alimento muy completo y nutritivo. El ajo crudo, además de darle gusto, tiene propiedades antibacterianas, antiparasitarias, anticancerosas, lo que lo hace indicado para tratar problemas digestivos y de hipertensión, entre otros. El membrillo es una fruta baja en azúcares y bastante rica en fibra y vitaminas, como la vitamina E, que le da un poder antioxidante. Y, por último, el aceite de oliva, que es rico en ácidos grasos monoinsaturados y antioxidantes con propiedades cardiosaludables.